# 松前盛広
松前 盛広（まつまえ もりひろ、旧字体：松󠄁前󠄁 盛󠄁廣）は、安土桃山時代から江戸時代初期にかけての武士。官位は従五位下・若狭守。

## 略歴
元亀2年（1571年）、松前藩（正式には交代寄合）初代藩主・松前慶広の長男として誕生。
豊臣秀吉の死後、父・慶広と共に徳川家康に臣従した。慶長5年（1600年）に家督を継承したとされ、翌慶長6年（1601年）に従五位下・若狭守に叙位・任官するが、政務は依然として慶広が執り行っており、慶長9年（1604年）、幕府より黒印制書を受け松前藩が成立した際も、父・慶広が藩主として封じられた。
慶長13年（1608年）1月21日に父に先立って死去した。享年38。このため、盛広の長男・公広が慶広の世子となって家督を継ぐこととなった。